# Rogues en Vogue
Rogues en Vogue è il tredicesimo album in studio del gruppo musicale heavy metal tedesco Running Wild.
Il disco, stato pubblicato il 21 febbraio 2005 dalla GUN Records, è stato l'ultimo inciso in studio della band teutonica prima della reunion.
Nei crediti del disco è segnato come batterista il tour drummer della band Mattias Liebetruth, ma le parti di batteria del disco sono state programmate dal computer.

## Tracce
1. Draw the Line – 4:11
2. Angel of Mercy – 4:44
3. Skeleton Dance – 4:25
4. Skulls & Bones – 6:23
5. Born Bad, Dying Worse – 4:17
6. Black Gold – 4:16
7. Soul Vampires – 3:53
8. Rogues en Vogue – 4:45
9. Winged & Feathered – 5:14
10. Dead Man's Road – 3:34
11. The War – 10:38
12. Cannonball Tongue (Bonus Track) – 3:59
13. Libertalia (Bonus Track) – 3:46

## Formazione
- Rolf Kasparek - voce, chitarra
- Peter Pichl - basso